# Joan Lamote de Grignon
Joan Lamote de Grignon (né à Barcelone le 7 juillet 1872 et décédé dans cette ville le 11 mars 1949) est un pianiste, chef d'orchestre et compositeur espagnol d'origine catalane.

## Biographie
Il a fait ses études au Conservatori superior de música del Liceu à Barcelone, où il a été nommé professeur (1890) puis directeur (1917). En 1902 il a fait ses débuts de chef d'orchestre. En 1910 il fonde l'Orquesta sinfonica de Barcelone, qui s'est produit jusqu'en 1924. Il a également fondé en 1943 et dirigé jusqu'en 1949 l'Orchestre municipal de Valence.
Il est le père de Ricardo Lamote de Grignon y Ribas.

## Œuvres
- Esperia, opéra en un acte (Barcelone, le 25 janvier 1907)
- Musique symphonique
  - Andalucía
  - Hispanicas
  - Scherzo
  - Cantos populares españoles
  - Poema romántico
- La nit de Nadal, oratorio
- mélodies
  - 12 chansons catalanes
  - Violetas
- Plusieurs sardanes pour cobla, dont El Testament de n'Amèlia, Solidaritat de Flors, La Rosa del folló et Florida.

## Ouvrages
- Musique et musiciens français à Barcelone; musique et musiciens catalans à Paris, Barcelone, 1935